# Cachoeira Dourada (Minas Gerais)
Cachoeira Dourada é um município brasileiro do interior do estado de Minas Gerais, Região Sudeste do país.

## História
O núcleo populacional de Cachoeira Dourada iniciou-se no século XIX ao XX. Com poucas dezenas de moradores, viveu o povoado atividade primitiva, sendo a população muitas vezes atacada por doenças.
O povoado de Cachoeira Dourada pertenceu ao município de Ituiutaba desde os seus tempos iniciais até o ano de 1953, quando foi elevado à categoria de distrito e, também, anexado ao município de Capinópolis, no mesmo ano.
Só em 30 de dezembro de 1962, pela Lei 2.764, o distrito foi elevado à município de Cachoeira Dourada.

## População
Em 2016, sua população estimada era de 2 676 habitantes. Em 2003, possuía incidência da pobreza de 31,47% e apresentou índice de Gini de 0,37.

## Economia
Sua economia é baseada nas atividades agropecuárias, que representam aproximadamente 44,0% do PIB do município. A criação de bovinos é a principal atividade pecuária, com 9.011 cabeças em 2008 e 600 vacas ordenhadas. A produção de soja é a principal atividade agrícola, com 23.760 toneladas produzidas em 2007. A lenha é a principal atividade de silvicultura, com uma produção de 40 metros cúbicos em 2008.

### Turismo
O turismo era uma das principais fontes de renda do município. Faz parte do Circuito Turístico Alta Mogiana, recebendo todos os anos milhares de turistas. O principal destino é a represa formada pela Usina Hidrelétrica de Cachoeira Dourada, um lugar perfeito para praticar esportes aquáticos. A semana do Carnaval é o período em que o município recebe mais turistas.

## Infraestrutura
A BR-154 liga o município ao sul com Capinópolis e ao norte com Cachoeira Dourada de Goiás. Em 2008, contava com uma frota de 246 automóveis.